# Giulia Fusar Poli
Giulia Fusar Poli (Crema, 16 giugno 1997) è una calciatrice italiana, centrocampista del Bologna.

## Carriera
Inizia a giocare nelle giovanili dei dilettanti del Casale Cremasco, passando successivamente al Pianengo; in entrambe le formazioni gioca in squadre maschili. Successivamente si trasferisce al Mozzanica, con cui gioca per quattro anni nelle giovanili, fino alla Primavera. Con il Mozzanica fa anche il suo esordio in Serie A, nel campionato 2013-2014, nel quale gioca una partita. Nel campionato successivo gioca invece 7 partite, una delle quali da titolare, disputando inoltre anche una partita in Coppa Italia. Nella stagione 2015-2016 gioca invece una partita in Coppa Italia e 3 partite in campionato; a partire dalla stagione 2016-2017 inizia a giocare stabilmente da titolare con le biancoazzurre.
Nell’agosto 2019 con il fallimento dell’Atalanta Mozzanica, si trasferisce nella nuova società ACF Como, con la quale approda in serie B.
Il campionato 2020-2021 di serie B lo disputa con la maglia della Riozzese Como, concluso con 26 presenze e 3 reti.
A luglio 2021 si è trasferita al San Marino, tornato in Serie B dopo una stagione di Serie A.

## Palmarès

### Club
- Campionato italiano di Serie B: 1

Ternana: 2024-2025